# Deutschland sucht den Superstar
Deutschland sucht den Superstar (hr: Njemačka traži zvijezdu) je njemački Idol talent show, poznat po svojoj kratici DSDS. To je njemačka verzija britanskog showa Pop Idol, koji se prikazije na RTL-u, koji i posjeduje prava na sve emisije istog formata u svijetu. Prva sezona je se počela emitirati u listopadu 2002. godine, i od tada je održano šest sezona. Šesta sezona je završila 8. svibnja 2009. Voditelj i žiri emisije su se mijenjali tijekom 6 sezona, jedini koji je svih 6 sezona bio član žirija je njemački glazbenik Dieter Bohlen.

## Sezone

### Prva sezona
Prva sezona Deutschland sucht den Superstara je započela u listopadu 2002. godine na njemačkoj RTL televizijskoj mreži. Voditelji showa su bili švicarski glumica Michelle Hunziker i bivši glumac Carsten Spengemann, a žiri se sastojao od glazbenika Dietera Bohlena, radijskog voditelja Thomasa Buga, britanske novinarke Shone Fraser, i bivšeg predsjednika tvrtke BMG, Thomasa M. Steina.
Finale emisije je bilo u ožujku 2003., a pobjednik prve sezone je postao Alexander Klaws, koji je kasnije potpisao ugovor s BMG-om, koji je ujedno i partner emisije. Klaws je odmah poslije finala izadao tri singla, najpoznatiji je "Take Me Tonight" koji je sam Bohlen napisao i koji je zasjeo na vrh njemačke top-ljestvice, a kasnije je postao drugi najprodavaniji singl 2003. godine, odmah poslije pjesme We Have a Dream, koju je prije završnice showa otpjevalo svih 10 finalista.
Uz Klawsa, svi finalisti osim tadašnje trudnice, Andrea Josten, su potpisali ugovore s mnogim diskografskim kućama. Drugoplasirana, Juliette Schoppmann je također potpisala ugovor s BMG-om, ali nije radila s Bohlenom. Rekla je da je pjesma Für dich, od Yvonne Catterfeld, bila originalno napisana za nju. Pjesma je postala njemački broj jedan 2003. godine i najveći uspjeh pjevačice. Schoppmann je izdala tri singla, od kojih su dva ušli među Top 10, te solo album, Unique koji je izašao 2004. godine. Kasnije, BMG je raskinuo ugovor s njom, a Schoppmann se sad vraća karijeri.
Trećeplasirani, Daniel Küblböck, također je potao popularan i izvan emlje, kada je potpisao ugovor s BMG-om. Do lipnja 2004. godine, izdao je mnogo uspješnih hit-singlova i album broj jedan, Positive Energien. Maeđutim, u kasnijim pokušajima na hitovim nisu uspjele.
Vanessa Struhler je postala "štićenik" Hip-Hop producenta DJ Tomekka, a ostvarila je solidan uspjeh s prvim albumom Ride With Me. Njeno drugo album, 2004, godine nije bio ni približan pijašnjem. Gracia Baur je također potpisala ugovor s BMG-om, ali je raskinut kasnije. Tada je potpisala ugovora s Bros Musicom i izabrana je za predstavljanje njemačke na Pjesmi Eurovizije 2005. s pjesmom "Run & Hide", pobijedivši bivšu natjecateljku iz DSDS-a, Nicole Süßmilch u tadašnjem njemačkom izboru za Pjesmu Eurovizije. Njemačka je tada na natjecanju bila izravno u finalu, no završila je na zadnjim 24. mjestu. Daniel Lopes, koji je bio sedmu u DSDS-u i Nektarios Bamiatzis (osmi), nisu imali većih uspjeha nakon showa.
Natjecatelji u završnici prve sezone:
- Alexander Klaws (pobjednik)
- Juliette Schoppmann
- Daniel Küblböck
- Vanessa Struhler
- Gracia Baur
- Nicole Süßmilch
- Daniel Lopes
- Nektarios Bamiatzis
- Judith Lefeber
- Andrea Josten
- Stephanie Brauckmeyer

### Druga sezona
U drugoj sezoni DSDS-a, voditelji su opet bili isti Hunziker i Spengemann, kao i žiri: Bohlen, Bug, Fraser i Stein. Za razliku od prve sezone, druga sezona, koja je započela pola godine nakon finala prve, brzo je dobila na gledanosti, ali nikad nije kao prva sezona showa. Ova činjenica je zanovana na opadajućim brojem telefonskih glasova i ocjenama, koje su dane nakon finala druge sezone.
Ovog puta, Elli Erl je postala pobjednicom, dok je na drugom mjestu bio Denise Tillmanns. Iako je Erl pristala na izdavanje Bohlenove pjesme "This Is My Life", odbila je dalje surađivati s njim oko njenog prvog albuma. Umjesto toga, Elli je izdala vlastito-napisanu pjesmu, "In My Dreams", koja je ostvarila manji uspjeh s 40 na ljestvici. Njen prvi album Shout It Out je također imao manji uspjeh kada je izašao u listopadu 2004. godine. Dva sljedeća singla su kasnije izdana izašla, no nijedan nije bio hit. Njen drugi album Moving On, koji je izašao 2007. godine, imao je slab uspjeh. Human je naziv njenog trećeg albuma, a izašao je 15. svibnja 2009. godine.
Za razliku od prve sezone, ostali natjecatelji završnice showa su teško nalazili ugovore s diskografskim kućama. Trećeplasirani, Philippe Bühler, izdao je dva utjecajnija R&B hita, "Warum?" i "Ich Kann Dich Lieben"; oba su ušla u najboljih 40 njemačke top-ljestvice, na zimu 2005. i proljeće 2006. godine. Šestoplasirana, Anke Wagner, je potpisao ugovor s nezavisnom kućom Perleberg, ali nijedan njen singl ili album nije ušao među Top 100. Benjamin Martell, koji je završio na trećem mjestu, je potpisao ugovor s BMG-om, ali je ugovor raskinut kada je tražio da sam napravi album. Petoplasirani, Gunther Göbbel, je postao dio R&B sastava Lemon Ice, čija je obrada singla Stand by Me ušla u njemačkih Top 20 krajem 2006. godine. Lorenzo Woodard, osmoplasirani, nije izdao ništa od glazbe, ali je bio kratko popularan zbog nastupa na raznim reality showovima.
Polufinalist, Žanamari Lalić (poznata i kao Jeanne-Marie) je otišla na audicije za hrvatsku inačicu showa, Hrvatski Idol i na kraju pobijedila u prvoj sezoni. Nekoliko godina je bila hrvatica koja je živjela u Njemačkoj, no vratila se u domovinu i postala poznata pjevačica u Hrvatskoj.
Natjecatelji u završnici druge sezone:
- Elli Erl (pobjednica)
- Denise Tillmanns
- Philippe Bühler
- Benjamin Martell
- Gunther Göbbel
- Anke Wagner
- Aida Iljašević
- Judith Burmeister
- Kemi Awosogba
- Lorenzo Woodard
- Steffen Frommberger
- Jessica Houston
- Ricky Ord

### Treća sezona
Nakon jedne godine izostanka, u trećoj sezoni je uvedeno nekoliko novih elemenata. Ni Hunziker ni Spengemann (bivši voditelji) nisu pozvani da ponovo vode show; a jedna od promjena je bila i ta da je se studio promijenio u novi, veliki kompleks. Voditelji su zamijenjeni s Nijemcem Marcom Schreylom i nizozemcem Tooskem Ragasom. Članovi žirija su se također promijenili; Dieter Bohlen je ostao jedini od starih članova, a novi članovi su bili glazbeni producent Sylvia Kollek i bivši menadžer Heinz Henn.
Natjecatelji u završnici treće sezone:
- Tobias Regner (pobjednik)
- Mike Leon Grosch
- Vanessa Jean Dedmon
- Nevio Passaro
- Didi Knoblauch
- Anna-Maria Zimmermann
- Daniel Muñoz
- Lena Hanenberg
- Stephan Darnstaedt
- Dascha Semcov
- Carolina Escolano

### Četvrta sezona
Zbog uspjeha treće sezone, RTL je odlučio nastaviti s DSDS-om, i njegovom četvrtom sezonom za 2007. godinu. Silvia Kollek, član žirija je zamijenjena s anjom Lukaseder. Vodielji su ostali Schreyl i Ragas. Završnica četvrte showa je započela 24. veljače 2007., a završila s finalom 5. svibnja 2007. godine.
Njihov prvi i zajednički album, Power of Love, je izašao 19. ožujka 2007. sa sljedećim pjesmama:
1. Francisca Urio: If I Ain't Got You (Alicia Keys)
2. Max Buskohl: Here Without You (3 Doors Down)
3. Lauren Talbot: True Colors (Cyndi Lauper)
4. Mark Medlock: Endless Love (Lionel Richie)
5. Lisa Bund: (You Make Me Feel Like) A Natural Woman (Aretha Franklin)
6. Martin Stosch: If Tomorrow Never Comes (Ronan Keating)
7. Laura Martin: Woman in Love (Barbra Streisand)
8. Thomas Enns: I Want To Know What Love Is (Foreigner)
9. Julia Falke: Angel (Sarah McLachlan)
10. Jonathan Enns: All Or Nothing (O-Town)
11. DSDS Top 10: If You Don't Know Me By Now (Simply Red)

Natjecatelji u završnici četvrte sezone:
- Mark Medlock (pobjednik)
- Martin Stosch
- Lisa Bund
- Max Buskohl
- Lauren Talbot
- Thomas Enns
- Francisca Urio
- Julia Falke
- Jonathan Enns
- Laura Martin

### Peta sezona
Zbog uspjeha četvrte sezone showa, RTL je odlučio nastaviti i s petom sezonom. Najavljena je prije finala četvrte sezone. Došlo je do nekoliko promjena: voditelj je ostao samo Marco Schreyl, bez Tooskea Ragasa. Zbog nekih argumenata s Dieterom Bohlenom, Heinz Henn je zamijenjen s novim članom, Andreas "Bär" Läsker. Läsker je osnovao i menadžer je glazbenog sastava Die Fantastischen Vier, a pridružio se članovima Bohlenu i Anji Lukaseder. Još jedna značajnija promjena se dogodila u polufinalu showa ("Top 15 shows") s imenom Jetzt oder nie (sad ili nikad): do sada, 10 najboljih kandidata je odlučeno s telefonskim i glasovanjem putem SMS-a. Od pete sezone, žiri bira najboljih 10 uživo pred 1.000 gledatelja. Pet natjecatelja s najvećim brojem glasova publike idu dalje s još pet od preostalih 10, koje izabere žiri. Kasnije, u završnici showa, glasuje se kao i prije: telefonskim i glasovanjem putem SMS-a. Novim pravilima, producenti su se nadali povećanju uzbuđenja i sprječavanju ranog izbacivanja dobrih natjecatelja. Audicije su započele u kolovozu 2007. u Mallorci i po prvi put u Ibizi. Od rujna 2007., audicije su započele diljem Njemačke. Prva emisije uživo (Live Show) pete sezone je započela 8. ožujka 2008., dok je finale održano 17. svibnja 2008. godine .
Natjecatelji u završnici pete sezone:
- Thomas Godoj (pobjednik)
- Fady Maalouf
- Linda Teodosiu
- Monika Ivkić
- Rania Zeriri
- Benjamin Herd
- Collins Owusu
- Stella Salato
- Sahra Drone
- Jermaine Alford

### Šesta sezona
RTL je najavio šestu sezonu showa još za vrijeme pete sezone. Šesta sezona je započela s audicijama 21. siječnja 2009., dok je prva Live Show emisija održana 28. veljače 2009. godine. Finale showa je održano 9. svibnja 2009. u kojem je pobijedio Daniel Schuhmacher.
Šesta je zasad posljednja sezona DSDS-a. Pobjednik, Daniel Schuhmacher, je nagrađen sa Sony-BMG-om. Žiri je ostao isti kao i onaj iz prošle sezone: Dieter Bohlen, Nina Eichinger, i Volker Neumüller. Voditelj tajkođer nije mijenjan, ostao je Marco Schreyl. Ispadanje natjecatelja se odlučuje telefonskim i SMS glasovanjem publike Kao i u petoj sezoni, "Top 10" se sastoj od pet kandidata s najvećim brojem glasova publike i pet kandidata koje odabere žiri.
Natjecatelji u završnici šeste sezone:
- Daniel Schuhmacher (pobjednik)
- Sarah Kreuz
- Annemarie Eilfeld
- Dominik Büchele
- Benny Kieckhäben
- Vanessa Neigert
- Holger Göpfert
- Marc Jentzen
- Cornelia Patzlsperger
- Michelle Bowers
- Vanessa Civiello

### Osma sezona
Osma je sezona počela u siječnju 2011.
1. Pietro Lombardi
2. Sarah Engels
3. Ardian Bujupi
4. Marco Angelini
5. Sebastian Wurth
6. Zazou Mall
7. Norman Langen
8. Anna-Carina Woitschack
9. Nina Richel
10. Marvin Cybulski

### Deveta sezona
Deveta je sezona počela u siječnju 2012.

## Vanjske poveznice
- Službena stranica
- DSDS video isječci
- DSDS vijesti
- DSDS Portal
- DSDS finale
- DSDS pofil na Facebooku
- DSDS u internetskoj bazi filmova IMDb-u (engl.)
- Alexander Klaws – Službena stanica
- Elli Erl – Službena stanica
- Tobias Regner – Službena stanica